# Aeroportul Heilbron
Aeroportul Heilbron (IATA: ZNJ, ICAO: FAHO) este un aeroport din Africa de Sud.
aeroportul dispune de o singură pistă.